# Joëlle Mbumi Nkouindjin
Joëlle Mbumi Nkouindjin, född 25 maj 1986, är en friidrottare från Kamerun. Hon deltog vid olympiska sommarspelen 2016.